# Pedro Celestino Silva Soares
Pedro Celestino Silva Soares, meglio noto come Celestino (Tarrafal, 2 gennaio 1987), è un ex calciatore capoverdiano naturalizzato portoghese, di ruolo centrocampista.

## Palmarès

### Club

#### Competizioni nazionali
- Campionato rumeno: 1

CFR Cluj: 2011-2012